# Easton's Bible Dictionary
Con Easton's Bible Dictionary generalmente ci si riferisce all'Illustrated Bible Dictionary, Third Edition, di Matthew George Easton (1823-1894), pubblicato (tre anni dopo la morte di Easton) nel 1897 da Thomas Nelson. È una risorsa di pubblico dominio. Nonostante il suo nome, molte delle voci dell'Easton Bible Dictionary sono di tipo enciclopedico, ma ci sono anche voci brevi, come in un dizionario.
Contiene quasi 4.000 voci relative alla Bibbia, considerate in un'ottica cristiana del XIX secolo.